# Owstonia totomiensis
 Owstonia totomiensis és una espècie de peix de la família dels cepòlids i de l'ordre dels perciformes.

## Distribució geogràfica
Es troba al Japó i Indonèsia.